# 1951 год в истории железнодорожного транспорта
1951 год в истории железнодорожного транспорта

## События
- На территории Либерии проложена железнодорожная линия.[1]
- В Чехии открыта Детская (пионерская) железная дорога в Пльзне.
- 18 мая на Украине открыта Львовская детская железная дорога.
- В СССР построена первая линия узкоколейной железной дороги Тверского комбината строительных материалов №2.
- Основано моторвагонное депо Ленинград-Финляндский — одно из крупнейших депо СССР.
- В Азербайджане открыта Набраньская узкоколейная железная дорога.

## Новый подвижной состав
- В Швейцарии на фирме «Матиса» создана первая шпалоподбивочная машина.
- В Чехословакии на Пльзеньском заводе им. В. И. Ленина начался выпуск паровозов серии 556.0.
- В Швеции на заводе NOHAB начался выпуск тепловозов серии М61.
- В Польше на заводах компании Fablok начат выпуск паровозов серии Ol49.

## Персоны

### Родились
- 21 октября
  - Дми́трий Влади́мирович Га́ев — начальник ГУП «Московский метрополитен», «Почётный железнодорожник».
  - Арарат Варданович Хримян — армянский политический деятель и предприниматель, с 2004 года генеральный директор ЗАО «Армянская железная дорога».

### Скончались
- 4 марта Серге́й Петро́вич Сыромя́тников — инженер-теплотехник, учёный в области паровозостроения, академик АН СССР, заслуженный деятель науки и техники РСФСР. Основоположник научного проектирования паровозов.
- 19 декабря Алекса́ндр Васи́льевич Ливеро́вский — российский инженер путей сообщения, доктор технических наук, профессор. Министр путей сообщения Временного правительства (1917).